# 파리 메트로 15호선
파리 메트로 15호선(프랑스어: Ligne 15 du métro de Paris)은 일드프랑스에서 건설 중인 지하철 노선으로 파리 메트로에 속하며, 그랑 파리 엑스프레스(Grand Paris Express) 프로젝트의 일환으로써 새로 지어지고 있는 4개 노선 중 하나이다. 파리 시내는 통과하지 않으며, 파리 시내를 중심으로 파리 교외 지역을 한 바퀴 도는 고리 형태를 띤다. 오드센주, 센생드니주, 발드마른주를 연결하는 이 노선의 전구간 개통은 2031년에 이루어질 예정이며, 공사는 총 3구간(남부 구간, 동부 구간, 서부 구간)으로 나뉘어 진행된다. 이 중 남부 구간이 2026년에 우선 부분 개통될 예정이다.

## 노선도 및 정거장

남부 구간(2026년 개통 예정)

전체 구간(2031년 개통 예정)

## 같이 보기
- 파리 (프랑스)
- 지하철 목록
- 그랑 파리 엑스프레스